# Kiribati
Republikken Kiribati er et ørige i Stillehavet. Landets 33 øer er spredt over 3.800 kilometer omkring ækvator. Dets navn udtales lokalt som /kiribas/, der er en lokal udtale af Gilberts, det tidligere engelske navn for den store øgruppe Gilbert-øerne. Kiribati består foruden af Gilbert-øerne af hovedparten af Linje-øerne, øen Banaba og den stort set ubeboede øgruppe Phoenix-øerne.
Kiribati ligger lige vest for datolinjen, og er derfor de første til at fejre nytår efter den almindelige, Gregorianske kalender. Størstedelen af øgruppens beboere er religiøse og årsskiftet fejres derfor med en gudstjeneste.

## Etymologi
Øgruppen blev opkaldt efter kaptajn Thomas Gilbert i 1788, men navnet Gilbert-øerne (The Gilberts) blev først givet øgruppen, da en fransk-russisk ekspedition kom dertil omkring 1820. "Kiribati" antages at være de fastboendes måde at udtale Gilberts på, da "ti" udtales "ss". Samme logik gør, at atollen Juleøen (på engelsk Christmas Island, må ikke forveksles med Christmasøen) blev Kiritimati.

## Geografi
Landet dækker et areal på 811 km².
Kiribati består af tre øgrupper med omkring 32 atoller og en ø hvoraf 21 er beboede. Øerne er atoller, som er dannet på toppene af undersøiske vulkaner, de fleste ikke højere end få meter over havet. Øgrupperne er:
- Gilbertøerne: 16 atoller, lokaliserede omtrent 1.500 km nord for Fiji.
- Phoenixøerne: 8 atoller og koralløer, lokaliserede omtrent 1.800 km sydøst for Gilbertøerne.
- Linjeøerne: 8 atoller og et rev, lokaliserede omtrent 3.300 km øst for Gilbertøerne.
- Banaba: en isoleret ø som ligger mellem Nauru og Gilbertøerne.

Øen Kiritimati, som er del af Linjeøerne, er verdens største koralø, hvis man måler flade og ikke udstrækning. Efter som næsten hele Kiribati består af atoller, har området en flad topografi. Med få undtagelser strækker Kiribati sig ikke mere end et par meter over havet.
Ud over disse øer kommer Banaba-øen. Banaba er både politisk og geografisk uafhængig af de to øer. Øen har rige fosfatforekomster, hvilket medførte intensiv minedrift fra briternes side, da Kiribati lå under Storbritannien. Den nuværende geografi er stærkt påvirket af minedriften. Kiribatis højeste punkt, 81 moh., findes på øen Banaba. Banaba er den eneste af øerne som er en ø, og ikke en atol.
Kiribati bliver delt af antimeridianen, og frem til 1995 var der derfor to forskellige dage i øriget på samme tid. I 1995 blev det bestemt at hele Kiribati skulle være vest for datolinjen, og på den måde fejrer Kiribati nytår som det første land i verden. Den yderste ø, Caroline Island, var derfor den første, som gik ind i år 2000, og grundet År 2000-problemet observerede man nøje computersystemer på øen for fejl. Øen blev omdøbt til Millenniumsøen (fra engelsk "millennium" = årtusinde).

### Klima
Klimaet er varmt og fugtigt, og vegetationen består af planter, som tåler salt, især kokos- og bananpalmer. Den kalkrige og humusfattige jord gør jordbrug vanskelig.
| Vejr for Bairiki, Kiribati            | Vejr for Bairiki, Kiribati | Vejr for Bairiki, Kiribati | Vejr for Bairiki, Kiribati | Vejr for Bairiki, Kiribati | Vejr for Bairiki, Kiribati | Vejr for Bairiki, Kiribati | Vejr for Bairiki, Kiribati | Vejr for Bairiki, Kiribati | Vejr for Bairiki, Kiribati | Vejr for Bairiki, Kiribati | Vejr for Bairiki, Kiribati | Vejr for Bairiki, Kiribati | Vejr for Bairiki, Kiribati |
|                                       | Jan                        | Feb                        | Mar                        | Apr                        | Maj                        | Jun                        | Jul                        | Aug                        | Sep                        | Okt                        | Nov                        | Dec                        | År                         |
| ------------------------------------- | -------------------------- | -------------------------- | -------------------------- | -------------------------- | -------------------------- | -------------------------- | -------------------------- | -------------------------- | -------------------------- | -------------------------- | -------------------------- | -------------------------- | -------------------------- |
| Gennemsnitlig maks °C                 | 31,1                       | 31,2                       | 31,3                       | 31,4                       | 31,4                       | 31,5                       | 31,6                       | 31,6                       | 31,4                       | 31,8                       | 31,7                       | 31,5                       | 31,46                      |
| Gennemsnitlig min °C                  | 24,5                       | 25                         | 25,3                       | 25,4                       | 25,7                       | 25,5                       | 25,6                       | 25,7                       | 25,7                       | 25,5                       | 25,4                       | 25,1                       | 25,37                      |
| Gennemsnitlig nedbør mm               | 272                        | 201                        | 188                        | 183                        | 163                        | 137                        | 157                        | 122                        | 89                         | 89                         | 100                        | 200                        | 1,901                      |
| Kilde: World Weather Online (engelsk) |                            |                            |                            |                            |                            |                            |                            |                            |                            |                            |                            |                            |                            |

### Miljøproblemer
I 1989 blev Kiribati regnet af FN som et af de lande, som ville forsvinde, hvis udviklingen med havstigning fortsatte.
Kiribati har indgået samarbejde med Fiji for at sikre landets indbyggere et tilholdssted, dersom hjemlandet skulle opsluges af et stigende havniveau. Regeringen har købt land på Vanua Levu i Fiji, også  med tanke på madforsyning. I maj 2014 betalte Kiribati det sidste afdrag på 8,6 millioner amerikanske dollar for besiddelsen.

## Befolkning
Beregnet folkemængde for 2013 var 108.800 indbyggere. De fleste (ca. 40 %) af indbyggerne i Kiribati bor i Syd-Tarawa.
Landets indbyggere er mikronesiske kiribatiere, som på deres eget sprog kiribatisk, kalder sig i-Kiribati (Kiribati-folk). I kolonitiden blev folket kaldt gilbertesere efter som briternes navn på øerne var Gilbertøerne. Kiribatierne er den oprindelige befolkning på øerne.
Ved folketællingen i 2010 var 99 % af indbyggerne kiribatiere, mens der fandtes mindre grupper med oprindelse i Tuvalu, Fiji, Nauru, Australien og andre lande.

### Sprog
Kiribatierne taler det mikronesiske sprog kiribatisk. Engelsk blev introduceret i kolonitiden. 93 % af befolkningen kunne ved folketællingen i 2010 læse kiribatisk, mens 92 % var skrivekyndige i sproget. I alt 86 % af befolkningen kunne læse, og 74 % kunne skrive engelsk.

### Religion
Trossamfund i Kiribati (2010)
Den katolske kirke 55.8 %
Kiribati Uniting Church 33.5 %
Mormoner 4.7 %
Bahai 2.3 %
Syvendedagsadventister 2.0 %
Andre 1.7 %
Der er religionsfrihed garanteret af grundloven. Landet har ingen statsreligion, men den overvejende befolkning er kristne, og kirkesamfundenes stilling i samfundet gør, at kristendommen også sætter sit præg på den offentlige og den politiske sfære. Flere kristne højtidsdage er offentlige helligdage. Offentlige og politiske møder starter ofte med bøn.
De første kristne missionærer fra American Board of Commissioners for Foreign Missions (ABCFM) kom til Abaiang i 1857. ABCFM drev mission på de nordlige Gilbertøer. London Missionary Society (LMS) virkede fra 1870 på øerne i syd, hvor Tamana og Arorae for det meste fortsat er protestantiske, mens katolicismen står stærkere på øerne i nord. Folk fra Nonouti blev kendte med katolicismen efter arbejde på plantager på Tahiti, og i 1888 etablerede også den katolske kirke mission på øerne. Missionsvirksomheden medførte resultater, og ved udgangen af 2. verdenskrig var 95 % af kiribatierne kristne. Til trods for dette eksisterer der fortsat traditionelle religiøse forestillinger.
Den katolske kirke er det største kirkesamfund, efterfulgt af Kiribati Uniting Church. Over halvdelen af kiribatierne er katolikker (55,8 % i folketællingen i 2010), mens en trediedel er protestanter (33,5 % i 2010). 4,7 % af befolkningen er mormoner, mens 2,3 % tilhører bahai og 2 % er syvendedagsadventister (2010). En række andre trossamfund findes også.
I 1917 overtog LMS virksomheden for ABCFM. Det katolske bispedømme Tarawa blev oprettet i 1966. Den selvstændige protestantiske kirke Gilbert Islands Protestant Church blev oprettet i 1968, og da landet blev selvstændigt i 1979, blev den omdøbt til Kiribati Protestant Church (KPC). I 2014 blev kongregationalistiske, evangeliske, anglikanske og presbyterianske retninger indlemmede i den protestantiske kirke, og navnet blev ændret til Kiribati Uniting Church.
Der var traditionelt rivalisering mellem de katolske og protestantiske kirker, og i 1989 blev Kiribati National Council of Churches etableret for at virke for kristen enhed.
Blandt de mindre trossamfund har mormonerne, som kom til øerne i 1976, været i vækst med en tilslutning på næsten 5 % af befolkningen i 2010, mens Church of God har opplevet nedgang. Syvendedagsadventisterne etablerede sig i 1947 og talte 2 % af befolkningen i 2010. Der findes flere mindre pinsemenigheder. Bahai blev introduceret i 1954 og har etableret sig med 2,3 % af befolkningen (2010). Den lille gruppe af Jehovas vidner kaldes Te Koaua. 
Islam er en ny religion i Kiribati, og den lille gruppe muslimer (0,1 % i 2010) holder for det meste til på Tarawa.

## Historie
De første mennesker, som slog sig ned på øen, kom sandsynligvis i begyndelsen af 1200-tallet. De første europæere var antagelig fra Spanien og kom i slutningen af 1500-tallet og begyndelsen af 1600-tallet. Man antager, at skibene, som ankom til Kiribati, drev hvalfangst, slaveri og handel. James Cook kaldte en af øerne for Christmas Island, eftersom han landede der den 24. december 1777. Elleve år senere kom kaptajnerne Thomas Gilbert og John Marshall til øgruppen. 
I 1800-tallet blev nogle af øerne brugt som base for jagt på hvaler. Men antallet af hvaler blev efterhånden stærkt reduceret, og efter nogle år var det ikke længere aktuelt at drive hvalfangst fra disse øer. Der kom derefter to bølger af missionærer. I 1850 kom den første bølge med missionærer, fra American Board of Commissioners for Foreign Missions til øen, og kristendom blev etableret. Den andre bølge var katolsk, fra "Kongregationen for Jesu og Marias hellige hjerter" (må ikke forveksles med picpuspatrene), og kom i 1888.
I 1892 blev Kiribati et britisk protektorat, og i 1900 begyndte minedrift af fosfat på øen Banaba, som blev annekteret af Storbritannien. I 1916 blev øen slået sammen med Elliceøerne til Gilbert and Ellice Island protectorate. Englænderne igangsatte forflytning af mennesker baseret på en formodet overbefolkning og en tørkeperiode, og flere blev forflyttede til Salomonøerne. Konflikter mellem stammer indbyrdes og mellem katolikker og protestanter kan også have været supplerende argumenter for briternes folkeflytninger.
Under 2. verdenskrig var Kiribati okkuperet af Japan. Slaget ved Syd-Tarawa blev et af de blodigste søslag i 2. verdenskrig, og et hårdt slag for Japan. Efter 2. verdenskrig brugte USA og Storbritannien Kiribati og øerne omkring til at foretage prøvesprængninger af atombomber. Storbritannien sprængte sin allerførste hydrogenbombe på disse øer i 1957. Kort tid efter begyndte Storbritannien at udforske mulighederne for selvstændighed for Gilbert og Ellice. I 1975 skilte Ellice sig fra protektoratet, og i 1977 blev landet uafhængig som Tuvalu.
Kiribati blev selvstændig 12. juni 1979. Stemmeret blev øjeblikkelig indført, og den første præsident (beretitenti) blev Ieremaia Tabai, som blev valgt som 29-årig. Tabai sad i sine tre perioder og gik derefter af i 1991. Hans efterfølger, Teburoro Tito, blev valgt og genvalgt to gange. Imidlertid blev han væltet af et mistillidsvotum efter et år i sin nye præsidentperiode, og han var dermed udelukket fra at blive genvalgt, eftersom han var blevet valgt tre gange.
I marts 2015 blev landet ramt af høje bølger skabte af cyklonen Pam. På Tamana og Arorae blev boliger ødelagte, og på Tarawa og Onotoa blev kystsikring og veje beskadiget.

## Politik
Kiribati er en demokratisk republik. I spidsen står en præsident.

### Præsidenter
- 1979-82 Ieremia Tabai
- 1982-83 Rota Onorio
- 1983-91 Ieremia Tabai
- 1991-94 Teatao Teannaki
- 1994 Tekiree Tamuera
- 1994 Ata Teaotai
- 1994-2003 Teburoro Tito
- 2003 Tion Otang
- 2003-2016 Anote Tong
- 2016- Taneti Mamau

### Parlamentet
Parlamentet "Maneaba ni Maungatabu" har sit sæde i Sydlige Tarawa på Tarawa.

### Forsvar
Kiribati har ingen militære styrker. Australien og New Zealand forestår forsvaret.

### Udenrigspolitiske konflikter
Banaba-øen har i længere tid overvejet at kræve overgang til Fiji. Under britisk styre blev størstedelen af indbyggerne tvangsforflyttede til Rabiøen i Fiji, og da selvstændigheden kom, var flere fijianere med banabaisk baggrund interesserede i at få hjemøen ind under Fiji. Kiribatis regering har ikke accepteret dette, men har i stedet givet flere indrømmelser til Banaba. En af dem er at den lokale administration faktisk ligger på Rabiøen, og dermed er Banaba underlagt Fiji administrativt men ikke politisk.

### Administrativ inddeling
- Enheder (opdelte i tre distrikt): Gilbertøerne, Linjeøerne, Phoenixøerne
- Distrikter (opdelte i ø-råd): Banaba, Centrale Gilbertøer, Linjeøerne, Nordlige Gilbertøer, Sydlige Gilbertøer, Tarawa
- Ø-råd (et for hver beboet ø): Abaiang, Abemama, Aranuka, Arorae, Banaba, Beru, Butaritari, Kanton, Kiritimati, Kuria, Maiana, Makin, Marakei, Nikunau, Nonouti, Onotoa, Tabiteuea, Tabuaeran, Tamana, Tarawa, Teraina.

## Økonomi
Kiribati er et af verdens fattigste lande, og dårlige investeringer med fondet som blev sat op, da fosfatdriften ophørte, har gjort situationen alvorlig for atol-gruppen. Kiribatis indtægter er hovedsagelig indirekte, f.eks. fiskerilicenser i fobindelse med industrielt fiskeri. Desuden er Kiribati med i en række projekter igangsatte af blandt andre FN. Eftersom der kun er ringe mulighed for plantevækst, bortset fra kopra, må Kiribati også importere fødevarer.
Fisketilladelser og eventuel olieforekomst (det bores efter olie) er en relativt vigtig indtægt, eftersom Kiribati strækker sig over 3 millioner kvadratkilometer af hav, som juridisk ligger ind under dem. 

## Kultur
Kiribati har en traditionel sang- og dansestil, som er relativt unik for dem. Sangen er stort set a capella, som oftest siddende kor, omend stående dans og "hoftedans" (Te Buki) forekommer. Dans i Kiribati er som oftest stående, med udstrakte arme og få bevægelser med undtagelse af en fugleagtig bevægelse med hovedet.
Kiribati har et herrehold i fodbold, men dette har ikke spillet kampe siden 2003, og er ikke anerkendt af FIFA. Kiribati har været repræsenteret ved OL to gange, i 2004 og i 2008. De stiller for det meste med 100-meterløb, men også vægtløftere. 100-meterløberen Kaitinano Mwemweata var den første, som repræsenterede Kiribati i OL.